# Октябрьское сельское поселение (Марий Эл)
Октябрьское се́льское поселе́ние — муниципальное образование в Моркинском районе Марий Эл Российской Федерации.
Административный центр — посёлок Октябрьский.

## История
Статус и границы сельского поселения установлены Законом Республики Марий Эл от 18 июня 2004 года № 15-З «О статусе, границах и составе муниципальных районов, городских округов в Республике Марий Эл».
Состав сельского поселения установлен Законом Республики Марий Эл от 28 декабря 2004 года № 62-З «О составе и границах сельских, городских поселений в Республике Марий Эл».

## Население
| 2010  | 2011  | 2012  | 2013  | 2014  | 2015  | 2016  |
| ----- | ----- | ----- | ----- | ----- | ----- | ----- |
| 2271  | ↘2260 | ↘2250 | ↘2198 | ↘2108 | ↘2073 | ↘2000 |
| 2017  | 2018  | 2019  | 2020  | 2021  | 2023  |       |
| ↘1981 | ↘1944 | ↘1873 | ↘1867 | ↘1695 | ↘1693 |       |

## Состав сельского поселения
| №  | Населённый пункт    | Тип населённого пункта          | Население |
| -- | ------------------- | ------------------------------- | --------- |
| 1  | Вонжеполь           | деревня                         | 96        |
| 2  | Кукшнур             | починок                         | 0         |
| 3  | Курыкюмал           | деревня                         | 127       |
| 4  | Кутюк-Кинер         | село                            | 160       |
| 5  | Нылкудо             | деревня                         | 19        |
| 6  | Октябрьский         | посёлок, административный центр | 1175      |
| 7  | Памашсола-Вонжеполь | деревня                         | 19        |
| 8  | Папанино            | деревня                         | 2         |
| 9  | Уилем               | деревня                         | 5         |
| 10 | Усола-Вонжеполь     | деревня                         | 40        |
| 11 | Шереганово          | деревня                         | 372       |
| 12 | Элекенер            | деревня                         | 116       |
| 13 | Юрдур               | деревня                         | 140       |